# Turn- und Sportverein Bayer 04 Leverkusen 1988-1989
Questa voce raccoglie le informazioni riguardanti il Turn- und Sportverein Bayer 04 Leverkusen nelle competizioni ufficiali della stagione 1988-1989.

## Stagione
Nella stagione 1988-1989 il Bayer Leverkusen, allenato da Rinus Michels e Jürgen Gelsdorf, concluse il campionato di Bundesliga al 8º posto. In Coppa di Germania il Bayer Leverkusen fu eliminato in semifinale dal Werder Brema. In Coppa UEFA il Bayer Leverkusen fu eliminato al primo turno dall'Belenenses.

## Maglie e sponsor
Lo sponsor tecnico è il marchio Tedesco Adidas, lo sponsor istituzionale è la Bayer.
| Casa | Trasferta |

## Rosa
| N. |                     | Ruolo | Calciatore            |
| -- | ------------------- | ----- | --------------------- |
| 1  | Germania (bandiera) | P     | Rüdiger Vollborn      |
|    | Germania (bandiera) | P     | Bernd Dreher          |
|    | Germania (bandiera) | D     | Jean-Pierre de Keyser |
|    | Germania (bandiera) | D     | Thomas Hörster        |
|    | Germania (bandiera) | D     | Oliver Pagé           |
|    | Germania (bandiera) | D     | Jürgen Radschuweit    |
|    | Germania (bandiera) | D     | Alois Reinhardt       |
|    | Germania (bandiera) | D     | Erich Seckler         |
|    | Polonia (bandiera)  | C     | Andrzej Buncol        |
|    | Germania (bandiera) | C     | Ralf Falkenmayer      |
|    | Germania (bandiera) | C     | Florian Hinterberger  |

| N. |                          | Ruolo | Calciatore           |
| -- | ------------------------ | ----- | -------------------- |
|    | Norvegia (bandiera)      | C     | Terje Olsen          |
|    | Germania (bandiera)      | C     | Knut Reinhardt       |
|    | Germania (bandiera)      | C     | Wolfgang Rolff       |
|    | Germania (bandiera)      | C     | Claus-Dieter Wollitz |
|    | Corea del Sud (bandiera) | A     | Cha Bum-kun          |
|    | Germania (bandiera)      | A     | Marcus Feinbier      |
|    | Germania (bandiera)      | A     | Manfred Kastl        |
|    | Polonia (bandiera)       | A     | Marek Leśniak        |
|    | Germania (bandiera)      | A     | Christian Schreier   |
|    | Germania (bandiera)      | A     | Klaus Täuber         |
|    | Germania (bandiera)      | A     | Herbert Waas         |

## Organigramma societario
Area tecnica
- Allenatore: Jürgen Gelsdorf
- Allenatore in seconda:
- Preparatore dei portieri:
- Preparatori atletici:

## Calciomercato

### Sessione estiva
| Acquisti | Acquisti             | Acquisti       | Acquisti |
| R.       | Nome                 | da             | Modalità |
| -------- | -------------------- | -------------- | -------- |
| A        | Manfred Kastl        | Amburgo        |          |
| A        | Marek Leśniak        | Pogoń Stettino |          |
| C        | Claus-Dieter Wollitz | Schalke 04     |          |

| Cessioni | Cessioni      | Cessioni        | Cessioni |
| R.       | Nome          | a               | Modalità |
| -------- | ------------- | --------------- | -------- |
| C        | Falko Götz    | Colonia         |          |
| C        | Dirk Rehbein  | Fortuna Colonia |          |
| C        | Tita          | Pescara         |          |
| D        | Peter Zanter  | Hannover 96     |          |
| D        | Thomas Zechel | Hannover 96     |          |

### Sessione invernale
| Acquisti | Acquisti | Acquisti | Acquisti |
| R.       | Nome     | da       | Modalità |
| -------- | -------- | -------- | -------- |

| Cessioni | Cessioni           | Cessioni   | Cessioni |
| R.       | Nome               | a          | Modalità |
| -------- | ------------------ | ---------- | -------- |
| C        | Christian Hausmann | Norimberga |          |

## Risultati

### Bundesliga

#### Girone di andata
| Arbitro: | Matheis |

|             |           |              |
| Freiler 31’ | Marcatori | 88’ Schreier |

| Arbitro: | Föckler |

|                                   |           |            |
| Waas 10’ Schreier 31’ Leśniak 69’ | Marcatori | 61’ Criens |

| Arbitro: | Scheuerer |

|                           |           |              |
| Sauer 23’ Riedle 55’, 57’ | Marcatori | 77’ Schreier |

| Arbitro: | Wittke |

|                          |           |  |
| Schreier 71’ Leśniak 88’ | Marcatori |  |

| Arbitro: | Schmidhuber |

|                              |           |                            |
| Reich 18’ Seckler 70’ (aut.) | Marcatori | 58’ (aut.) Geils 82’ Rolff |

| Arbitro: | Heitmann |

|             |           |               |
| Leśniak 13’ | Marcatori | 18’ Wohlfarth |

| Arbitro: | Werner |

|           |           |                                      |
| Ossen 64’ | Marcatori | 22’ (aut.) Schön 82’ Waas 84’ Täuber |

| Arbitro: | Boos |

|                   |           |                         |
| Täuber 7’ Cha 40’ | Marcatori | 57’ Steubing 75’ Ottens |

| Arbitro: | Pauly |

|                                           |           |  |
| Häßler 54’ Allofs 87’ Hausmann 90’ (aut.) | Marcatori |  |

| Arbitro: | Neuner |

|                   |           |                           |
| Schreier 62’, 84’ | Marcatori | 11’ Stickroth 50’ Steffen |

| Arbitro: | Mierswa |

|            |           |          |
| Wagner 21’ | Marcatori | 3’ Kastl |

| Arbitro: | Matheis |

|           |           |           |
| Kastl 80’ | Marcatori | 54’ Woelk |

| Arbitro: | Merk |

|              |           |                 |
| Bakalorz 43’ | Marcatori | 24’ Falkenmayer |

| Arbitro: | Wiesel |

|         |           |  |
| Cha 82’ | Marcatori |  |

| Stoccarda 19 novembre 1988, ore 15:00 CET 15ª giornata | Stoccarda | 0 – 0 referto | Bayer Leverkusen | Neckarstadion (18 000 spett.)\| Arbitro: \| Heitmann \| |
| Arbitro:                                               | Heitmann  |               |                  |                                                         |

| Arbitro: | Amerell |

|             |           |                   |
| Leśniak 60’ | Marcatori | 6’ Bein 56’ Spörl |

| Kaiserslautern 2 dicembre 1988, ore 20:00 CET 17ª giornata | Kaiserslautern | 0 – 0 referto | Bayer Leverkusen | Fritz-Walter-Stadion (21 600 spett.)\| Arbitro: \| Schmidhuber \| |
| Arbitro:                                                   | Schmidhuber    |               |                  |                                                                   |

#### Girone di ritorno
| Arbitro: | Diekert |

|                            |           |  |
| Kastl 67’, 88’ Leśniak 73’ | Marcatori |  |

| Arbitro: | Amerell |

|                           |           |  |
| Hochstätter 26’ Budde 47’ | Marcatori |  |

| Arbitro: | Kriegelstein |

|             |           |  |
| Schreier 6’ | Marcatori |  |

| Arbitro: | Strigel |

|                       |           |         |
| Breitzke 25’ Mill 44’ | Marcatori | 48’ Cha |

| Arbitro: | Scheuerer |

|                                |           |             |
| Schreier 5’ Waas 56’ Kastl 79’ | Marcatori | 19’ Surmann |

| Arbitro: | Muhmenthaler |

|                  |           |  |
| Thon 73’ Eck 78’ | Marcatori |  |

| Arbitro: | Dellwing |

|                  |           |                                |
| Rolff 78’ (rig.) | Marcatori | 32’ Schüler 63’ Wolf 75’ Hotić |

| Arbitro: | Fux |

|                     |           |  |
| Zander 4’ Dahms 31’ | Marcatori |  |

| Leverkusen 15 aprile 1989, ore 15:30 CEST 26ª giornata | Bayer Leverkusen | 0 – 0 referto | Colonia | Ulrich-Haberland-Stadion (23 000 spett.)\| Arbitro: \| Neuner \| |
| Arbitro:                                               | Neuner           |               |         |                                                                  |

| Arbitro: | Föckler |

|                                |           |           |
| Kuntz 23’ Fach 60’ Steffen 90’ | Marcatori | 56’ Rolff |

| Arbitro: | Harder |

|                                      |           |  |
| Buncol 38’ Reinhardt 52’ Leśniak 81’ | Marcatori |  |

| Arbitro: | Boos |

|                 |           |                                             |
| Hubner 81’, 89’ | Marcatori | 19’, 21’ Waas 41’ Feinbier 79’ (rig.) Rolff |

| Arbitro: | Zimmermann |

|                      |           |                        |
| Rolff 37’ Buncol 61’ | Marcatori | 17’ Gründel 45’ Studer |

| Arbitro: | Mierswa |

|                               |           |                             |
| Sternkopf 6’ Trapp 67’ (rig.) | Marcatori | 52’, 69’ Buncol 84’ Leśniak |

| Leverkusen 3 giugno 1989, ore 15:30 CEST 32ª giornata | Bayer Leverkusen | 0 – 0 referto | Stoccarda | Ulrich-Haberland-Stadion (8 600 spett.)\| Arbitro: \| Werner \| |
| Arbitro:                                              | Werner           |               |           |                                                                 |

| Arbitro: | Strigel |

|            |           |           |
| Furtok 53’ | Marcatori | 31’ Kastl |

| Arbitro: | Brehm |

|  |           |                    |
|  | Marcatori | 7’ (rig.) Hartmann |

### Coppa di Germania
| Arbitro: | Bodmer |

|  |           |                                                   |
|  | Marcatori | 37’ Rolff 42’, 77’ Schreier 47’ Kastl 59’ Seckler |

| Arbitro: | Brückner |

|  |           |                                                           |
|  | Marcatori | 18’, 50’, 66’ Schreier 20’ Reinhardt 51’ Täuber 67’ Kastl |

| Arbitro: | Zimmermann |

|                                                     |           |                          |
| Schreier 19’ Leśniak 32’ Waas 64’, 71’ Hausmann 84’ | Marcatori | 28’ Bockenfeld 85’ Burić |

| Arbitro: | Umbach |

|                      |           |  |
| Schreier 5’ Waas 67’ | Marcatori |  |

| Arbitro: | Schmidhuber |

|            |           |                        |
| Buncol 54’ | Marcatori | 21’ Bratseth 87’ Eilts |

### Coppa UEFA
| Arbitro: | Werner |

|  |           |             |
|  | Marcatori | 6’ Mladenov |

| Arbitro: | Hill |

|          |           |  |
| Adão 84’ | Marcatori |  |

## Statistiche

### Statistiche di squadra
| Competizione      | Punti | In casa | In casa | In casa | In casa | In casa | In casa | In trasferta | In trasferta | In trasferta | In trasferta | In trasferta | In trasferta | Totale | Totale | Totale | Totale | Totale | Totale | DR  |
| Competizione      | Punti | G       | V       | N       | P       | Gf      | Gs      | G            | V            | N            | P            | Gf           | Gs           | G      | V      | N      | P      | Gf     | Gs     | DR  |
| ----------------- | ----- | ------- | ------- | ------- | ------- | ------- | ------- | ------------ | ------------ | ------------ | ------------ | ------------ | ------------ | ------ | ------ | ------ | ------ | ------ | ------ | --- |
| Bundesliga        | 34    | 17      | 7       | 7       | 3       | 26      | 16      | 17           | 3            | 7            | 7            | 19           | 28           | 34     | 10     | 14     | 10     | 45     | 44     | +1  |
| Coppa di Germania | -     | 3       | 2       | 0       | 1       | 8       | 4       | 2            | 2            | 0            | 0            | 11           | 0            | 5      | 4      | 0      | 1      | 19     | 4      | +15 |
| Coppa UEFA        | -     | 1       | 0       | 0       | 1       | 0       | 1       | 1            | 0            | 0            | 1            | 0            | 1            | 2      | 0      | 0      | 2      | 0      | 2      | -2  |
| Totale            | 34    | 21      | 9       | 7       | 5       | 34      | 21      | 20           | 5            | 7            | 8            | 30           | 29           | 41     | 14     | 14     | 13     | 64     | 50     | +14 |

### Andamento in campionato
| Giornata  | 1 | 2 | 3 | 4 | 5 | 6 | 7 | 8 | 9 | 10 | 11 | 12 | 13 | 14 | 15 | 16 | 17 | 18 | 19 | 20 | 21 | 22 | 23 | 24 | 25 | 26 | 27 | 28 | 29 | 30 | 31 | 32 | 33 | 34 |
| --------- | - | - | - | - | - | - | - | - | - | -- | -- | -- | -- | -- | -- | -- | -- | -- | -- | -- | -- | -- | -- | -- | -- | -- | -- | -- | -- | -- | -- | -- | -- | -- |
| Luogo     | T | C | T | C | T | C | T | C | T | C  | T  | C  | T  | C  | T  | C  | T  | C  | T  | C  | T  | C  | T  | C  | T  | C  | T  | C  | T  | C  | T  | C  | T  | C  |
| Risultato | N | V | P | V | N | N | V | N | P | N  | N  | N  | N  | V  | N  | P  | N  | V  | P  | V  | P  | V  | P  | P  | P  | N  | P  | V  | V  | N  | V  | N  | N  | P  |
| Posizione | 8 | 3 | 9 | 4 | 6 | 7 | 4 | 3 | 8 | 6  | 9  | 9  | 9  | 9  | 9  | 9  | 9  | 7  | 9  | 7  | 10 | 8  | 10 | 11 | 12 | 12 | 13 | 9  | 9  | 9  | 8  | 8  | 8  | 8  |

Legenda:

Luogo: C = Casa; T = Trasferta. Risultato: V = Vittoria; N = Pareggio; P = Sconfitta.

### Statistiche dei giocatori
| Giocatore       | Bundesliga | Bundesliga | Bundesliga  | Bundesliga | Coppa di Germania | Coppa di Germania | Coppa di Germania | Coppa di Germania | Coppa UEFA | Coppa UEFA | Coppa UEFA  | Coppa UEFA | Totale   | Totale | Totale      | Totale     |
| Giocatore       | Presenze   | Reti       | Ammonizioni | Espulsioni | Presenze          | Reti              | Ammonizioni       | Espulsioni        | Presenze   | Reti       | Ammonizioni | Espulsioni | Presenze | Reti   | Ammonizioni | Espulsioni |
| --------------- | ---------- | ---------- | ----------- | ---------- | ----------------- | ----------------- | ----------------- | ----------------- | ---------- | ---------- | ----------- | ---------- | -------- | ------ | ----------- | ---------- |
| A. Buncol       | 21         | 4          | 0           | 0          | 3                 | 1                 | 0                 | 0                 | 1          | 0          | 0           | 0          | 25       | 5      | 0           | 0          |
| B. Cha          | 30         | 3          | 1           | 0          | 5                 | 0                 | 0                 | 0                 | 2          | 0          | 0           | 0          | 37       | 3      | 1           | 0          |
| B. Dreher       | 2          | 0          | 0           | 0          | 0                 | 0                 | 0                 | 0                 | 0          | 0          | 0           | 0          | 2        | 0      | 0           | 0          |
| R. Falkenmayer  | 19         | 1          | 1           | 0          | 3                 | 0                 | 0                 | 0                 | 0          | 0          | 0           | 0          | 22       | 1      | 1           | 0          |
| M. Feinbier     | 9          | 1          | 0           | 0          | 1                 | 0                 | 0                 | 0                 | 0          | 0          | 0           | 0          | 10       | 1      | 0           | 0          |
| C. Hausmann     | 6          | 0          | 0           | 0          | 1                 | 1                 | 0                 | 0                 | 0          | 0          | 0           | 0          | 7        | 1      | 0           | 0          |
| F. Hinterberger | 25         | 0          | 3           | 0          | 4                 | 0                 | 1                 | 0                 | 2          | 0          | 0           | 0          | 31       | 0      | 4           | 0          |
| T. Hörster      | 27         | 0          | 7           | 1          | 3                 | 0                 | 0                 | 0                 | 2          | 0          | 0           | 0          | 32       | 0      | 7           | 1          |
| M. Kastl        | 26         | 6          | 4           | 0          | 5                 | 2                 | 0                 | 0                 | 0          | 0          | 0           | 0          | 31       | 8      | 4           | 0          |
| M. Leśniak      | 28         | 7          | 2           | 1          | 4                 | 1                 | 1                 | 0                 | 2          | 0          | 0           | 0          | 34       | 8      | 3           | 1          |
| T. Olsen        | 1          | 0          | 0           | 0          | 0                 | 0                 | 0                 | 0                 | 0          | 0          | 0           | 0          | 1        | 0      | 0           | 0          |
| O. Pagé         | 3          | 0          | 0           | 0          | 0                 | 0                 | 0                 | 0                 | 0          | 0          | 0           | 0          | 3        | 0      | 0           | 0          |
| J. Radschuweit  | 1          | 0          | 0           | 0          | 0                 | 0                 | 0                 | 0                 | 0          | 0          | 0           | 0          | 1        | 0      | 0           | 0          |
| A. Reinhardt    | 14         | 0          | 4           | 0          | 1                 | 0                 | 0                 | 0                 | 0          | 0          | 0           | 0          | 15       | 0      | 4           | 0          |
| K. Reinhardt    | 27         | 1          | 5           | 0          | 4                 | 1                 | 0                 | 0                 | 1          | 0          | 0           | 0          | 32       | 2      | 5           | 0          |
| W. Rolff        | 31         | 5          | 7           | 0          | 5                 | 1                 | 0                 | 0                 | 2          | 0          | 0           | 0          | 38       | 6      | 7           | 0          |
| C. Schreier     | 32         | 8          | 0           | 0          | 5                 | 7                 | 0                 | 0                 | 2          | 0          | 0           | 0          | 39       | 15     | 0           | 0          |
| E. Seckler      | 26         | 0          | 3           | 0          | 4                 | 1                 | 2                 | 0                 | 2          | 0          | 0           | 0          | 32       | 1      | 5           | 0          |
| K. Täuber       | 8          | 2          | 1           | 0          | 2                 | 1                 | 1                 | 0                 | 2          | 0          | 0           | 0          | 12       | 3      | 2           | 0          |
| R. Vollborn     | 32         | 0          | 1           | 0          | 5                 | 0                 | 0                 | 0                 | 2          | 0          | 0           | 0          | 39       | 0      | 1           | 0          |
| H. Waas         | 30         | 5          | 0           | 0          | 5                 | 3                 | 0                 | 0                 | 2          | 0          | 0           | 0          | 37       | 8      | 0           | 0          |
| C. Wollitz      | 7          | 0          | 0           | 0          | 1                 | 0                 | 0                 | 0                 | 1          | 0          | 0           | 0          | 9        | 0      | 0           | 0          |
| J. de Keyser    | 26         | 0          | 6           | 0          | 4                 | 0                 | 0                 | 0                 | 2          | 0          | 0           | 0          | 32       | 0      | 6           | 0          |